# Fryderyk Wilhelm cieszyński
Fryderyk Wilhelm cieszyński (ur. 9 listopada 1601, zm. 19 sierpnia 1625 w Kolonii) – książę cieszyński w latach 1617–1625, (od 1624 samodzielnie). Ostatni legalny potomek Piastów cieszyńskich.

## Młodość
Fryderyk Wilhelm, choć był najmłodszym, trzecim synem Adama Wacława, jako jedyny dożył wieku sprawnego. Jego matka Elżbieta kurlandzka zmarła 10 dni po urodzeniu syna na skutek powikłań przy porodzie. 
Fryderyk Wilhelm znajdował się pod opieką ojca, który edukację następcy tronu powierzył wybitnemu śląskiemu humaniście Baltzarowi Exnerowi. Jednak w 1611 roku Adam Wacław przyjął katolicyzm, co skłoniło go do usunięcia ze swojego dworu innowierców, wśród nich również Exnera. Wysłał wówczas syna do kolegium jezuickiego w Monachium.

## Rządy

### Okres regencji
13 lipca 1617 zmarł Adam Wacław. Pomimo tego książę aż do 1624 nadal przebywał w Monachium. Władzę w jego imieniu w księstwie cieszyńskim objęli regenci: biskup wrocławski arcyksiążę Karol Habsburg, książę karniowski i opawski Karol von Liechtestein oraz starosta księstwa opolsko-raciborskiego Jerzy von Oppersdorf. Regenci nie pojawiali się w Cieszynie, pozwalając sprawować rządy starszej siostrze Fryderyka Wilhelma Elżbiecie Lukrecji.
Księstwo Cieszyńskie zostało kilkakrotnie splądrowane przez armie biorące udział w wojnie trzydziestoletniej. W 1620 zniszczony został Skoczów i Strumień przez przybyłe z Rzeczypospolitej oddziały Lisowczyków, którzy uznali protestanckich mieszkańców tych miast za swoich wrogów. W roku następnym księstwo zostało dotkliwie zniszczone przez stacjonujące tutaj cesarskie wojska pod dowództwem pułkownika Karola Spinellego. Wreszcie w 1622 Cieszyn stał się terenem walk pomiędzy wojskami protestantów Jana Jerzego Hohenzollerna i katolików Karola Hannibala von Dohna. Obie armie prześladowały innowierców zamieszkujących księstwo cieszyńskie.

### Samodzielne rządy i śmierć
Objęcie przez Fryderyka Wilhelma formalnie samodzielnych rządów w 1624 nie przyniosło księstwu ulgi, zresztą wkrótce (na początku 1625 roku) książę wyjechał z polecenia cesarza do Niderlandów, gdzie miał objąć stanowisko dowódcy okręgu wojskowego. Podczas podróży książę niespodziewanie zachorował i 19 sierpnia 1625 zmarł w Kolonii. Szczątki Fryderyka Wilhelma zostały pochowane w kościele dominikanów w Cieszynie.
Władzę w księstwie próbowali przejąć Habsburgowie, jednak opór Elżbiety Lukrecji doprowadził do tego, że cesarz wyraził zgodę na przekazanie jej dożywotniej władzy, lecz bez prawa dysponowania księstwem po śmierci.

## Potomstwo
Fryderyk Wilhelm nie zdążył się ożenić, a jedynym jego potomkiem była nieślubna córka Magdalena, legitymizowana przez cesarza Ferdynanda III w 1640 i wydana za marszałka dworu w Cieszynie Tlucka von Toschonowitz, a po jego śmierci za Mikołaja Rudzkiego z Rudz. Fryderyk Wilhelm okazał się być ostatnim męskim legalnym potomkiem cieszyńskich Piastów i jednym z ostatnich Piastów w ogóle.